# 连山站 (忠清南道)
連山站（：／ Yeonsan yeok */?）是位于韩国忠清南道论山市连山面的一个车站，属于湖南线。

## 历史
- 1911年7月21日 - 落成使用。

## 相鄰車站
韓國鐵道公社
湖南線
開泰寺－連山－夫皇